# Korda Béla
Korda Béla (Kolozsvár, 1893. március 27. – Nagyvárad, 1925.) magyar író, újságíró.

## Életútja
Középiskolát Nagyváradon végzett, magántisztviselő. Írói pályáját mint a Nagyvárad c. lap (1915) munkatársa kezdte, majd a Nagyváradi Napló belső munkatársa lett. Cikkeit, verseit, francia fordításait, könyvkritikáit a Nyugat és A Hét, 1919 után az Erdélyi Szemle, Zord Idő, Tavasz, Magyar Szó közölte; 1923-ban bekapcsolódott az Auróra szerkesztésébe is. A Szigligeti Társaság tagja.
Hilf Lászlóval közösen írt Bújócska c. négyfelvonásos drámáját Tóth Elek rendezésében és főszereplésével a nagyváradi Városi Színház mutatta be (1921). Marika c. egyfelvonásosa megjelent az Aurora c. kétnyelvű folyóiratban (1923/10-13). Az igazi c. tragikomédiáját munkáselőadás keretében játszották (1924).